# Manuel de Andrade (jurista)
Manuel Augusto Domingues de Andrade GOSE (Estarreja, Canelas, 11 de novembro de 1899 — Coimbra, 19 de outubro de 1958) foi um professor, jurista e político português.

## Biografia
Manuel de Andrade nasceu a 11 de Novembro de 1899 em Canelas, Estarreja, distrito de Aveiro.
Tornou-se professor assistente na Faculdade de Direito da Universidade de Coimbra a 30 de Agosto de 1924, faculdade onde se tinha licenciado. Professor catedrático desde 1932, Doutorou-se pela mesma faculdade em 1934.
Leccionou as cadeiras de Legislação Civil Comparada, Processo Civil, Direito Comercial, Direito Civil (Teoria Geral da Relação Jurídica) e Direito das Obrigações. Entre muitos outros escritos, destacam-se as suas obras Ensaio sobre a Teoria da Interpretação das Leis (1934) e Teoria Geral da Relação Jurídica (1.ª parte, 1944).
Entre os cargos e posições de destaque que exerceu contam-se os seguintes: Administrador do Concelho de Estarreja, secretário da Faculdade de Direito, vogal do Conselho Distrital de Coimbra da Ordem dos Advogados, redactor da Revista de Legislação e de Jurisprudência e membro da Comissão Redactora do Código Civil.
Manuel de Andrade morreu a 19 de Outubro de 1958, em Coimbra.

### Homenagens
- A 13 de Julho de 1981 foi feito, a título póstumo, Grande-Oficial da Antiga, Nobilíssima e Eslcarecida Ordem Militar de Sant'Iago da Espada, do Mérito Científico, Literário e Artístico[2]
- A sala n.º 6 da Faculdade de Direito da Universidade de Coimbra recebeu o seu nome.